# Champion Red
Champion RED (チャンピオンRED?, Chanpion RED) è una rivista di manga seinen giapponese pubblicata dalla Akita Shoten.
Nata come costola della rivista maggiore Weekly Shōnen Champion, dalla quale riprendeva il target (shōnen) e anche alcuni temi ed oggetti per il pubblico, nel marzo 2011 cambia target di riferimento, divenendo una rivista per un pubblico seinen.
Nel dicembre 2006 nasce come sua costola la rivista Champion Red Ichigo (チャンピオンREDいちご?, Chanpion Reddo Ichigo, letteralmente "Champion Red Strawberry") che ha terminato la propria publicazione nel 2014.

## Manga pubblicati
- Blue Drop
- Carnevale della luce della luna
- Doki Doki Majo Shinpan!
- Franken Furan
- Fuuma no Kojirou
- Gakuensousei Nekoten
- Linebarrels of Iron
- Mikarun X
- I Cavalieri dello zodiaco - Episode G
- I Cavalieri dello zodiaco: Saintia Sho - Le Sacre Guerriere di Atena
- The Qwaser of Stigmata
- Shigurui
- Batman e la Justice League
- Dead Tube